# فراسوی اینشتین
فراسوی اینشتین: مروری بر تکامل فیزیک نظری پس از اینشتین (به انگلیسی: Beyond Einstein: The Cosmic Quest for the Theory of the Universe) کتاب فیزیک نوشته میچیو کاکو و جنیفر ترینر تامپسون است که در فوریه ۱۹۸۷ منتشر شد. این کتاب بر نظریه ابرریسمان تمرکز دارد، که ممکن است به نظریه میدان یکپارچه نیروی هسته‌ای قوی، نیروی هسته‌ای ضعیف، الکترومغناطیس و گرانش تبدیل شود.
فراسوی اینشتین سعی می‌کند مبانی نظریه ابرریسمان را توضیح دهد. میچیو کاکو تاریخ فیزیک نظری و تلاش برای تدوین یک نظریه نظریه میدان واحد را تحلیل می‌کند. او معتقد است که نظریه ابرریسمان ممکن است تنها نظریه ای باشد که می‌تواند مکانیک کوانتومی و نسبیت عام را در یک نظریه متحد کند.